# Турхан, Мюмтаз
Мюмтаз Турхан (тур. Mümtaz Turhan, 1908 — 1 января 1969) — турецкий социальный психолог.

## Биография
Родился в 1908 году на территории ила Эрзурум. После начала Первой мировой войны его семья была вынуждена переехать в ил Кайсери.
Учился в Кайсери, Бурсе и Анкаре. Изучал философию в Стамбульском университете. После его окончания продолжил обучение в Берлине и Франкфурте. В 1934 году, находясь в Германии, получил степень доктора философии в области психологии. На следующий год вернулся на родину.
После возвращения в Турцию начала работать в Стамбульском университете. В 1939 году написал работу о трактовке мимики человека с точки зрения гештальтпсихологии. За этим последовала самая известная работа Мюмтаза Турхана «Культурные изменения» (тур. Kültür Değişmeleri). За неё он получил в Кембриджском университете вторую степень доктора философии, на этот раз в области социальной психологии. Возглавлял кафедру прикладной психологии при Стамбульском университете, принимал участие в создании Института прикладной психологии и стал первым его директором. В 1949-51 годах представлял Турцию в составе действующего при ООН Комитета по экономическим, социальным и культурным правам.
Умер 1 января 1969 года в Стамбуле. Похоронен на кладбище Зинджирликую.

## Вклад
Наиболее известной работой Турхана Мюмтаза является его труд «Культурные изменения» (тур. Kültür Değişmeleri). С 1936 по 1942 годы Турхан во время своего отпуска ежегодно посещал одно и то же селение в иле Эрзурум. Данные, полученные им в этот период, и легли в основу «Культурных изменений». Согласно наблюдениям Турхана, за изменением материального положения жителей селения, как правило, не следовали перемены в их образе жизни. Из этого он делает вывод, что изменение материального положения определённой социальной группы в большинстве случаев не приводит к культурным изменения внутри данной социальной группы.